# Gustavo Leal (entrenador de fútbol)
Gustavo José da Silva Leal (Río de Janeiro, Brasil, 9 de mayo de 1986) es un entrenador de fútbol brasileño. Actualmente se encuentra sin club.

## Trayectoria

### Inicios
Leal nació en Río de Janeiro, nunca jugó como futbolista profesional, aunque formó parte de algunas canteras del fútbol brasileño. Inició su carrera como entrenador en equipos de categorías menores del fútbol brasileño como Quissamã, Serrano y Mesquita. En 2014 fue contratado por el Fluminense para dirigir el equipo sub-17, donde permaneció hasta el 2017.
En febrero de 2018, Leal fue contratado como entrenador del ŠTK Šamorín, aunque solo permaneció en el cargo durante 13 partidos, posteriormente permaneció en el club como asistente de Sanjin Alagic, hasta diciembre de 2018. Leal formó parte de la club eslovaco debido al acuerdo que el club tenía con el Fluminense.
Mientras entrenaba a los juveniles del Fluminense, Leal fue invitado a integrar la selección sub-20 de Brasil, dirigida por André Jardine, como asistente. Más tarde, sería asistente técnico de la selección sub-23 e integró el equipo que ganó la medalla de oro en los Juegos Olímpicos 2020.

### Club Atlético de San Luis
Fungió con auxiliar de André Jardine durante su etapa con el Club Atlético de San Luis, tras la partida de Jardine al Club América fue seleccionado como sucesor del banquillo de los potosinos. Dirigió su primer partido en el empate a un gol contra el Monterrey, encuentro correspondiente a la primera jornada del Apertura 2023.

“Hablé aquí en mi presentación de que me iba a comprometer a que el equipo sumara puntos, y justo con partidos como el de hoy en el que pones dos balones en el palo y los tres puntos no llegan, pero estoy contento con el desempeño de nuestro equipo. Comprobamos que podemos hacer partidos buenos contra rivales difíciles y que de aquí en adelante podremos ir subiendo de nivel, como el que mostramos.”
Gustavo Leal –tras su debut como estratega del San Luis.

Fue nombrado como Director Técnico del Atlético San Luis de la Primera División de México el 20 de junio de 2023 y finalizó su periodo el 30 de abril de 2024.

## Estadísticas como entrenador
| Equipo                        | Div.                | Temporada           | Liga  | Liga | Liga | Liga | Liga |       | Copa | Copa | Copa | Copa  |   | Internacional | Internacional | Internacional | Internacional | Internacional |   | Otros | Otros | Otros | Otros |    | Totales     | Totales | Totales | Totales | Totales | Totales | Totales | Totales |
| Equipo                        | Div.                | Temporada           | Part. | G    | E    | P    | Pos. | Part. | G    | E    | P    | Part. | G | E             | P             | Pos.          | Part.         | G             | E | P     | Part. | G     | E     | P  | Rendimiento | GF      | GC      | Dif.    |         |         |         |         |
| ----------------------------- | ------------------- | ------------------- | ----- | ---- | ---- | ---- | ---- | ----- | ---- | ---- | ---- | ----- | - | ------------- | ------------- | ------------- | ------------- | ------------- | - | ----- | ----- | ----- | ----- | -- | ----------- | ------- | ------- | ------- | ------- | ------- | ------- | ------- |
| Šamorín · Eslovaquia          | 2.ª                 | 2017-18             | 13    | 7    | 3    | 3    | 7.º  | -     | -    | -    | -    | -     | - | -             | -             | -             | -             | -             | - | -     | 13    | 7     | 3     | 3  | 61.54%      | 16      | 13      | +3      |         |         |         |         |
| Šamorín · Eslovaquia          | Total               | Total               | 13    | 7    | 3    | 3    | -    | -     | -    | -    | -    | -     | - | -             | -             | -             | -             | -             | - | -     | 13    | 7     | 3     | 3  | 61.54%      | 16      | 13      | +3      |         |         |         |         |
| Atlético de San Luis · México | 1.ª                 | A-2023              | 22    | 10   | 3    | 9    | 1/2  | -     | -    | -    | -    | 2     | 0 | 0             | 2             | FG            | -             | -             | - | -     | 24    | 10    | 3     | 11 | 50%         | 40      | 41      | -1      |         |         |         |         |
| Atlético de San Luis · México | 1.ª                 | C-2024              | 17    | 5    | 1    | 11   | 13.º | -     | -    | -    | -    | -     | - | -             | -             | -             | -             | -             | - | -     | 17    | 5     | 1     | 11 | 31.37%      | 25      | 35      | -10     |         |         |         |         |
| Atlético de San Luis · México | Total               | Total               | 39    | 15   | 4    | 20   | -    | -     | -    | -    | -    | 2     | 0 | 0             | 2             | -             | -             | -             | - | -     | 41    | 15    | 4     | 22 | 39.84%      | 65      | 76      | -11     |         |         |         |         |
| Everton · Chile               | 1.ª                 | 2025                | 4     | 0    | 1    | 3    | Inc. | 3     | 1    | 0    | 2    | 1     | 0 | 1             | 0             | 1ªF           | -             | -             | - | -     | 8     | 1     | 2     | 5  | 20.83%      | 5       | 13      | -8      |         |         |         |         |
| Everton · Chile               | Total               | Total               | 4     | 0    | 1    | 3    | -    | 3     | 1    | 0    | 2    | 1     | 0 | 1             | 0             | -             | -             | -             | - | -     | 8     | 1     | 2     | 5  | 20.83%      | 5       | 13      | -8      |         |         |         |         |
| Total en su carrera           | Total en su carrera | Total en su carrera | 56    | 22   | 8    | 26   | -    | 3     | 1    | 0    | 2    | 3     | 0 | 1             | 2             | -             | -             | -             | - | -     | 62    | 23    | 9     | 30 | 41.94%      | 86      | 102     | -16     |         |         |         |         |
| 1. 2. 3.                      |                     |                     |       |      |      |      |      |       |      |      |      |       |   |               |               |               |               |               |   |       |       |       |       |    |             |         |         |         |         |         |         |         |

### Resumen por competiciones
| Competición                | Partidos | Ganados | Empatados | Perdidos | Ganados % | Mejor resultado |
| -------------------------- | -------- | ------- | --------- | -------- | --------- | --------------- |
| Primera Liga de Eslovaquia | 13       | 7       | 3         | 3        | 61.54%    | 7.º lugar       |
| Liga MX                    | 39       | 15      | 4         | 20       | 41.88%    | Semifinales     |
| Primera División de Chile  | 4        | 0       | 1         | 3        | 8.33%     | 14.º lugar      |
| Copa Chile                 | 3        | 1       | 0         | 2        | 33.33%    | Fase de grupos  |
| Copa Sudamericana          | 1        | 0       | 1         | 0        | 33.33%    | Primera ronda   |
| Leagues Cup                | 2        | 0       | 0         | 2        | 0%        | Fase de grupos  |
| TOTAL                      | 62       | 23      | 9         | 30       | 41.94%    | Sin títulos     |